# Edward Re
Edward Re (Santa Marina Salina, 14 ottobre 1920 – Brooklyn, 17 settembre 2006) è stato un magistrato statunitense.

## Biografia
Nato in Italia, all'età di 8 anni emigrò assieme ai genitori negli Stati Uniti. Distinguished professor of law presso la St. Johns University School of Law, si occupò principalmente dell'equity e della metodologia di formazione forense. Fu presidente della United States Court of International Trade.
Nella sua funzione giudiziaria, ha contribuito ad un'applicazione del diritto statunitense e ad un'evoluzione del diritto internazionale convenzionale nella direzione del coordinamento della tutela dei diritti dell'uomo.